# Il letto (film 1954)
Il letto è un film ad episodi del 1954, di coproduzione italo-francese.
Si tratta di quattro episodi, raccontati da tre diplomatici e dal loro autista mentre attendono che si alzino le sbarre del passaggio a livello di fronte al quale l'auto sulla quale viaggiano si è fermata. Gli episodi, tutti incentrati su storie piccanti, sono stati girati ciascuno da un diverso regista:
- Il biglietto d'alloggio, di Henri Decoin;
- Riviera-Express, di Ralph Habib;
- Il letto della Pompadour, di Jean Delannoy;
- Il divorzio, di Gianni Franciolini.